# 304 a. C.
El año 304 a. C. fue un año del calendario romano prejuliano. En el Imperio romano se conocía como el Año del Consulado de Sofo y Severio (o menos frecuentemente, año 450 Ab urbe condita).

## Acontecimientos
- Final de la segunda guerra samnita: Roma somete la Campania y deja confinados a los samnitas en su territorio, sin posibilidades de expansión.

## Nacimientos
- Ashoka el Grande, emperador de la India y gobernante del Imperio maurya en lo que actualmente es la India oriental desde 273 a 232 a. C. (su muerte)